# Nora Fischer
Nora Fischer (Londen, 1987) is een Nederlandse mezzosopraan.
Nora Fischer komt uit een muzikale familie. Zij is de dochter van de Hongaarse dirigent en componist Iván Fischer en blokfluitiste en muziekdocente Anneke Boeke. Na de scheiding van haar ouders verhuisde zij al jong naar Amsterdam-Zuid. Vanaf haar vijftiende zong ze zeven jaar bij het Nationaal Jeugdkoor.
Na het vwo op het Hervormd Lyceum Zuid studeerde zij klassieke zang aan het conservatorium van Amsterdam. Daar had ze veel discussies met de docenten over het zingen van klassiek repertoire. Het leidde er toe dat ze na veel meningsverschillen na een half jaar van het conservatorium werd gestuurd. Ze studeerde vervolgens Musicologie en Filosofie aan de Universiteit van Amsterdam. In Denemarken bezocht ze het Complete Vocal Institute, waar ze veel creatieve vrijheid kreeg. Ze leerde er vocale technieken toepassen die niet bij een klassieke opleiding hoorden. Daarna slaagde ze voor haar master opleiding New Audiences and Innovative Practices aan het conservatorium van Den Haag.
Haar repertoire varieert van Monteverdi tot composities die in de huidige tijd voor haar zijn geschreven door componisten als Louis Andriessen, Osvaldo Golijov, David Lang en Michel van der Aa. Nora Fischer trad op met orkesten en ensembles als het Los Angeles Philharmonic Orchestra, Kronos Quartet, Asko❘Schönberg en in Nederland De Nationale Opera. Naast optredens in de Philharmonie de Paris en de Walt Disney Concert Hall in Los Angeles, waren er optredens op festivals als Lowlands en Oerol. Ze treedt regelmatig op met Yo-Yo Ma’s Silkroad.
Nora Fischer tracht conventionele barrières van het muzikale genre te doorbreken.  Zij
bedenkt projecten met barok, klassiek en hedendaags vocaal repertoire, dat varieert van traditionele concertprogramma's. Tevens werkt ze samen met een aantal theatergezelschappen om de kruising tussen nieuwe muziek en theater te verkennen.
Op de CD Ties Mellema and Friends uit 2014 is zij met drie baritonsaxofonisten te horen met de vertolking van werken uit het boek Song Reader van Beck Hansen. Beck nodigt in dit boek geïnteresseerden uit om zijn songs uit te voeren aan de hand van een gegeven blauwdruk, waarbij artiesten vrij worden gelaten in de uitvoering. 
In 2016 nam ze deel aan een opname van werken van haar vader, Iván Fischer: Composer’s Portrait. Ze deed dit samen met Wim Van Hasselt, het Kobra Ensemble, Matthias Kadar en leden van het Budapest Festival Orchestra. 
In 2017 nam ze het album The Secret Diary of Nora Plain op, met muziek gecomponeerd door Morris Kliphuis.  Dit project gaat over het leven in een observatiemaatschappij, een onderwerp waarover ze haar filosofiescriptie schreef. Het verstikkende gevoel altijd bekeken te worden staat daarin centraal. 
In 2018 verscheen haar debuutalbum Hush, een moderne versie van nummers van Monteverdi, Purcell, Dowland en anderen, voor sopraan en gitaar. Ze deed dit samen met Marnix Dorrestein op elektrische gitaar. Het duo kreeg hiervoor in november 2018 de Edison Klassiek in de categorie 'De Ontdekking'. De jury schreef: Op haar debuutalbum Hush verpakt zangeres Nora Fischer 17e-eeuwse liederen in een modern geluid. Van melancholieke meezinger tot funky groove; samen met elektrisch gitarist Marnix Dorrestein vertaalt ze Monteverdi en Purcell voor eigentijdse oren.  In 2018 werd Nora Fischer door het Koninklijk Concertgebouw afgevaardigd voor de concertserie Rising Stars, een tournee langs 15 Europese concertzalen.  Speciaal voor de campagne 'Klassiek voor jou' maakte ze een cd met de titel Folk. Op dit album staan liederen van Bartók en Ravel. 

## Discografie
- Folk, voor de campagne Klassiek voor jou (CD, 2018) Deutsche Grammophon
- Hush, met Marnix Dorrestein (CD, 2018) Deutsche Grammophon, EAN 0028948169207
- The Secret Diary Of Nora Plain, met Ragazze Quartet en Remco Menting (CD, 2017) Excelsa Musica, EAN 8714374965194

Met anderen
- Iván Fischer: Composer’s Portrait (CD, 2016)
- Ties Mellema and Friends – Song Reader by Beck (CD, 2014)

## Prijzen
- Edison Klassiek in de categorie ‘De Ontdekking'
- Dutch Classical Talent 2013/2014 samen met pianist Daniël Kool

- Library of Congress Control Number: no2016168035
- MusicBrainz: 1e8bdccc-e603-4ce7-91a3-64c2ddb0048e
- Virtual International Authority File: 108148449627215690631
- WorldCat: E39PBJtmrvT7M9736h7Mc7PPcP